# Tagansko-Krasnopresnenskaja-lijn
De Tagansko-Krasnopresnenska-lijn is de drukste lijn van de Metro van Moskou en telt 22 stations. De lijn loopt van de halte Planernaja tot de halte Kotelniki. Deze lijn is 40,7 kilometer lang. Op de metrokaart van Moskou wordt de metrolijn aangegeven met de kleur paars.
De bouw van de lijn begon in de eerste helft van de jaren 60 om de zuidoostelijke wijken met de ringlijn te verbinden. Behalve Taganskaja zijn de ondergrondse stations op dit deel allemaal gebouwd als standaardstation in de voor de jaren 60 en 70 typerende Badkamerstijl. In 1966 werd het traject tussen  Zjadanovskaja en Taganskaja geopend, op 30 december 1970 volgde een verlenging tot in het centrum waar het overstapstation Plostsjad Nogina (tegenwoordig Kitaj Gorod), samen met eenzelfde verlenging van lijn 6, geopend werd. Net als bij lijn 6 werd ook bij lijn 7 eerst buiten de ringlijn gebouwd en de stations in het centrum pas later voltooid. Het noordwestelijke deeltraject tussen  Oktjabrskoje Pole en  Barrikadnaja werd op 31 december 1972 geopend. De verbinding tussen de twee delen volgde vlak voor de Kerstdagen van 1975 en op 28 december 1975 werd de verlenging naar het noorden tot het depot van Planernoje voor het reizigers verkeer geopend. Het station Volkolamskaja werd in ruwbouw ondergronds voltooid maar niet afgewerkt. Het was de bedoeling dat alsnog te doen als de geplande wijk aldaar zou worden gebouwd. Deze wijk is niet gerealiseerd maar het station is in 2014  alsnog afgewerkt en van toegangsgebouwen voorzien zodat het stadion van voetbalclub Spartak Moskou sindsdien ook per metro bereikbaar is.  Het station Polezjajevskaja is van drie sporen voorzien als voorbereiding voor een aftakking naar het westen. In het kader van het project Derde overstap contour zullen bij dit station aansluitingen op de buitenringlijn worden gebouwd. In het zuidoosten zijn nog drie stations aan het oorspronkelijke traject toegevoegd, twee in 2013 en de laatste in 2015.

## Metrostations
| Station               | Overstappunt | Foto | Geopend     | Nr. | Opmerkingen |
| --------------------- | ------------ | ---- | ----------- | --- | --- |
| Planernaja            |              |      | 28 dec 1975 | 128 | |
| Schodnenskaja         |              |      | 28 dec 1975 | 127 | |
| Toesjinskaja          |              |      | 28 dec 1975 | 126 | |
| Spartak               |              |      | 27 aug 2014 |     | Gebouwd als Volkolamskaja in 1975, ongebruikt tot 2014. Geopend als Spartak vanwege de nabijheid van het stadion van Spartak Moskou. |
| Sjtsjoekinskaja       |              |      | 28 dec 1975 | 125 | |
| Oktjabrskoje Pole     |              |      | 31 dec 1972 | 124 | |
| Polezjajevskaja       |              |      | 31 dec 1972 | 123 | |
| Begovaja              |              |      | 31 dec 1972 | 122 | |
| Oelitsa 1905 Goda     |              |      | 31 dec 1972 | 121 | |
| Barrikadnaja          |              |      | 31 dec 1972 | 120 | |
| Poesjkinskaja         |              |      | 17 dec 1975 | 119 | |
| Koeznetski Most       |              |      | 17 dec 1975 | 118 | |
| Kitaj Gorod           |              |      | 30 dec 1970 | 117 | Geopend als Plostsjad Nogina, op 5 november 1990 omgedoopt in Kitaj Gorod                                                            |
| Taganskaja            |              |      | 31 dec 1966 | 116 | |
| Proletarskaja         |              |      | 31 dec 1966 | 115 | |
| Volgogradski Prospekt |              |      | 31 dec 1966 | 114 | |
| Tekstilsjtsjiki       |              |      | 31 dec 1966 | 113 | |
| Koezminki             |              |      | 31 dec 1966 | 112 | |
| Rjazanski Prospekt    |              |      | 31 dec 1966 | 111 | |
| Vychino               |              |      | 31 dec 1966 | 110 | Geopend als Zjadanovskaja, omgedoopt in 1988                                                                                         |
| Lermontovski Prospekt |              |      | 9 nov 2013  |     | |
| Zjoelebino            |              |      | 9 nov 2013  |     | |
| Kotelniki             |              |      | 21 sep 2015 |     | |